# Platyzosteria occidentalis
Platyzosteria occidentalis är en kackerlacksart som beskrevs av M. Josephine Mackerras 1968. Platyzosteria occidentalis ingår i släktet Platyzosteria och familjen storkackerlackor. Inga underarter finns listade i Catalogue of Life.